# ببغاء قرمزي الكتفين
الببغاء القرمزي الكتفين (الاسم العلمي: Touit huetii)، المعروف أيضًا باسم الببغاء ذو الأجنحة الحمراء أو ببغاء هويتي، هو نوع من الببغاء يتبع فصيلة الببغائية.

## وصف
يبغ طوله 16 سـم (6.3 بوصة) ويزن 60 غ (2.1 أونصة).  له عيون بيضاء وبقع داكنة بين العينين وأعلى الأنف.

## السلوك والبيئة

### النظام الغذائي
يتكون نظامه الغذائي بشكل أساسي من الفواكه والبذور والتوت والمكسرات الصغيرة. 

### الموئل والانتشار
ينتشر الببغاء القرمزي الكتفين في بوليفيا والبرازيل وكولومبيا والإكوادور وغيانا وبيرو وفنزويلا. عثر عليه أيضًا في ترينيداد وتوباغو. يعيش بشكل رئيسي في أطراف الغابة وأشجار الطبقة السفلى. شوهد وهو يطير على ارتفاع يصل إلى 1,200 م (3,900 قدم) . 